# Dorra
Dorra (arabisch درة) ist ein Ort in der Region Tadjoura in Dschibuti.
Dorra liegt im trockensten Distrikt Dschibutis. Die Einwohner gehören zur Volksgruppe der Afar.
Die Einwohnerzahl wurde für 2010 auf 1500 geschätzt.
Bei Dorra wurden Felsmalereien gefunden.